# 10.ª etapa do Giro d'Italia de 2023
A 10.ª etapa do Giro d'Italia de 2023 teve lugar a 16 de maio de 2023 e consistiu numa etapa em linha com início no município de Scandiano e final na cidade de Viareggio sobre um percurso de 158 km com dois portos de montanha, um de segunda categoria e outro de quarta. Esta foi vencida pelo dinamarquês Magnus Cort da equipa EF Education-EasyPost.

## Classificação da etapa
| Scandiano - Viareggio | etapa escarpada | (196 km) |

| \| Classificação por etapas \| Classificação por etapas \| Classificação por etapas \| Classificação por etapas \| Classificação por etapas \| \| Ciclista \| Ciclista \| Equipe \| Tempo \| \| \| ------------------------ \| ------------------------ \| ---------------------------------- \| ------------------------ \| ------------------------ \| \| 1. \| Magnus Cort \| EF Education-EasyPost \| 4h51m15s \| \| \| 2. \| Derek Gee \| Israel-Premier Tech \| + 0s \| \| \| 3. \| Alessandro De Marchi \| Team Jayco AlUla \| + 2s \| \| \| 4. \| Mads Pedersen \| Trek-Segafredo \| + 51s \| \| \| 5. \| Pascal Ackermann \| UAE Team Emirates \| + 51s \| \| \| 6. \| Stefano Oldani \| Alpecin-Deceuninck \| + 51s \| \| \| 7. \| Jonathan Milan \| Bahrain Victorious \| + 51s \| \| \| 8. \| Mark Cavendish \| Astana Qazaqstan Team \| + 51s \| \| \| 9. \| Mirco Maestri \| Eolo-Kometa \| + 51s \| \| \| 10. \| Filippo Fiorelli \| Green Project-Bardiani CSF-Faizanè \| + 51s \| \| |                      |                                    |          |
| |                      |                                    |          |
| Fonte: ProCyclingStats |                      |                                    |          |
| Classificação por etapas |                      |                                    |          |
| Ciclista | Ciclista             | Equipe                             | Tempo    |
| 1. | Magnus Cort          | EF Education-EasyPost              | 4h51m15s |
| 2. | Derek Gee            | Israel-Premier Tech                | + 0s     |
| 3. | Alessandro De Marchi | Team Jayco AlUla                   | + 2s     |
| 4. | Mads Pedersen        | Trek-Segafredo                     | + 51s    |
| 5. | Pascal Ackermann     | UAE Team Emirates                  | + 51s    |
| 6. | Stefano Oldani       | Alpecin-Deceuninck                 | + 51s    |
| 7. | Jonathan Milan       | Bahrain Victorious                 | + 51s    |
| 8. | Mark Cavendish       | Astana Qazaqstan Team              | + 51s    |
| 9. | Mirco Maestri        | Eolo-Kometa                        | + 51s    |
| 10. | Filippo Fiorelli     | Green Project-Bardiani CSF-Faizanè | + 51s    |

## Classificações ao final da etapa

### Classificação geral(Maglia Rosa)
| \| Classificação geral \| Classificação geral \| Classificação geral \| Classificação geral \| Classificação geral \| \| Ciclista \| Ciclista \| Equipe \| Tempo \| \| \| ------------------- \| ------------------- \| ------------------- \| ------------------- \| ------------------- \| \| 1. \| Geraint Thomas \| Ineos Grenadiers \| 39h26m33s \| \| \| 2. \| Primož Roglič \| Jumbo-Visma \| + 2s \| \| \| 3. \| Tao Geoghegan Hart \| Ineos Grenadiers \| + 5s \| \| \| 4. \| João Almeida \| UAE Team Emirates \| + 22s \| \| \| 5. \| Andreas Leknessund \| Team DSM \| + 35s \| \| \| 6. \| Damiano Caruso \| Bahrain Victorious \| + 1m28s \| \| \| 7. \| Lennard Kämna \| Bora-Hansgrohe \| + 1m52s \| \| \| 8. \| Pavel Sivakov \| Ineos Grenadiers \| + 2m15s \| \| \| 9. \| Edward Dunbar \| Team Jayco AlUla \| + 2m32s \| \| \| 10. \| Thymen Arensman \| Ineos Grenadiers \| + 2m32s \| \| |                    |                    |           |
| |                    |                    |           |
| Fonte: ProCyclingStats |                    |                    |           |
| Classificação geral |                    |                    |           |
| Ciclista | Ciclista           | Equipe             | Tempo     |
| 1. | Geraint Thomas     | Ineos Grenadiers   | 39h26m33s |
| 2. | Primož Roglič      | Jumbo-Visma        | + 2s      |
| 3. | Tao Geoghegan Hart | Ineos Grenadiers   | + 5s      |
| 4. | João Almeida       | UAE Team Emirates  | + 22s     |
| 5. | Andreas Leknessund | Team DSM           | + 35s     |
| 6. | Damiano Caruso     | Bahrain Victorious | + 1m28s   |
| 7. | Lennard Kämna      | Bora-Hansgrohe     | + 1m52s   |
| 8. | Pavel Sivakov      | Ineos Grenadiers   | + 2m15s   |
| 9. | Edward Dunbar      | Team Jayco AlUla   | + 2m32s   |
| 10. | Thymen Arensman    | Ineos Grenadiers   | + 2m32s   |

### Classificação por pontos(Maglia Ciclamino)
| Classificação por pontos | Classificação por pontos | Classificação por pontos | Classificação por pontos | Classificação por pontos |
| Ciclista                 | Ciclista                 | Equipe                   | Pontos                   |                          |
| ------------------------ | ------------------------ | ------------------------ | ------------------------ | ------------------------ |
| 1.                       | Jonathan Milan           | Bahrain Victorious       | 127 pts                  |                          |
| 2.                       | Mads Pedersen            | Trek-Segafredo           | 109 pts                  |                          |
| 3.                       | Kaden Groves             | Alpecin-Deceuninck       | 100 pts                  |                          |
| 4.                       | Derek Gee                | Israel-Premier Tech      | 64 pts                   |                          |
| 5.                       | Michael Matthews         | Team Jayco AlUla         | 60 pts                   |                          |
| 6.                       | Magnus Cort              | EF Education-EasyPost    | 56 pts                   |                          |
| 7.                       | Davide Bais              | Eolo-Kometa              | 39 pts                   |                          |
| 8.                       | Pascal Ackermann         | UAE Team Emirates        | 38 pts                   |                          |
| 9.                       | Alessandro De Marchi     | Team Jayco AlUla         | 37 pts                   |                          |
| 10.                      | Aurélien Paret-Peintre   | AG2R Citroën Team        | 33 pts                   |                          |

### Classificação da montanha(Maglia Azzurra)
| Classificação da montanha | Classificação da montanha | Classificação da montanha  | Classificação da montanha | Classificação da montanha |
| Ciclista                  | Ciclista                  | Equipe                     | Pontos                    |                           |
| ------------------------- | ------------------------- | -------------------------- | ------------------------- | ------------------------- |
| 1.                        | Davide Bais               | Eolo-Kometa                | 104 pts                   |                           |
| 2.                        | Thibaut Pinot             | Groupama-FDJ               | 50 pts                    |                           |
| 3.                        | Karel Vacek               | Team Corratec-Selle Italia | 36 pts                    |                           |
| 4.                        | Amanuel Gebrezgabihier    | Trek-Segafredo             | 26 pts                    |                           |
| 5.                        | Ben Healy                 | EF Education-EasyPost      | 24 pts                    |                           |
| 6.                        | Aurélien Paret-Peintre    | AG2R Citroën Team          | 22 pts                    |                           |
| 7.                        | Alessandro De Marchi      | Team Jayco AlUla           | 21 pts                    |                           |
| 8.                        | Francesco Gavazzi         | Eolo-Kometa                | 18 pts                    |                           |
| 9.                        | Warren Barguil            | Arkéa-Samsic               | 16 pts                    |                           |
| 10.                       | Santiago Buitrago         | Bahrain Victorious         | 12 pts                    |                           |

### Classificação dos jovens(Maglia Bianca)
| Classificação dos jovens | Classificação dos jovens | Classificação dos jovens | Classificação dos jovens | Classificação dos jovens |
| Ciclista                 | Ciclista                 | Equipe                   | Tempo                    |                          |
| ------------------------ | ------------------------ | ------------------------ | ------------------------ | ------------------------ |
| 1.                       | João Almeida             | UAE Team Emirates        | 39h26m55s                |                          |
| 2.                       | Andreas Leknessund       | Team DSM                 | + 13s                    |                          |
| 3.                       | Thymen Arensman          | Ineos Grenadiers         | + 2m10s                  |                          |
| 4.                       | Santiago Buitrago        | Bahrain Victorious       | + 4m18s                  |                          |
| 5.                       | Ilan Van Wilder          | Soudal Quick-Step        | + 11m45s                 |                          |
| 6.                       | Alexander Cepeda         | EF Education-EasyPost    | + 13m23s                 |                          |
| 7.                       | Einer Rubio              | Movistar Team            | + 16m48s                 |                          |
| 8.                       | Michel Hessmann          | Jumbo-Visma              | + 17m50s                 |                          |
| 9.                       | Filippo Zana             | Team Jayco AlUla         | + 23m52s                 |                          |
| 10.                      | Marco Frigo              | Israel-Premier Tech      | + 25m29s                 |                          |

### Classificação por equipas"Super team"
| Classificação por equipes | Classificação por equipes | Classificação por equipes | Classificação por equipes |
| Equipe                    | Equipe                    | Tempo                     |                           |
| ------------------------- | ------------------------- | ------------------------- | ------------------------- |
| 1.                        | Ineos Grenadiers          | 118h19m48s                |                           |
| 2.                        | EF Education-EasyPost     | + 6m17s                   |                           |
| 3.                        | Bahrain Victorious        | + 6m19s                   |                           |
| 4.                        | Jumbo-Visma               | + 8m09s                   |                           |
| 5.                        | UAE Team Emirates         | + 10m45s                  |                           |
| 6.                        | Soudal Quick-Step         | + 17m46s                  |                           |
| 7.                        | Bora-Hansgrohe            | + 20m22s                  |                           |
| 8.                        | Groupama-FDJ              | + 27m01s                  |                           |
| 9.                        | Israel-Premier Tech       | + 27m21s                  |                           |
| 10.                       | Astana Qazaqstan Team     | + 33m01s                  |                           |

## Abandonos
- Remco Evenepoel (Soudal Quick-Step) não tomou a saída.
- Rein Taaramae (Intermarché-Circus-Wanty) não tomou a saída.
- Rigoberto Uran (EF Education-EasyPost) não tomou a saída.
- Oscar Riesebeek (Alpecin-Deceuninck) não tomou a saída.
- Domenico Pozzovivo (Israel-Premier Tech) não tomou a saída.
- Sven Erik Bystrom (Intermarché-Circus-Wanty) não tomou a saída.
- Callum Scotson (Team Jayco AlUla) não tomou a saída.
- Stefan Kung (Groupama-FDJ) não tomou a saída.
- Mads Wurtz Schmidt (Israel-Premier Tech) não tomou a saída.
- Aleksandr Vlasov (Bora-Hansgrohe) retirou-se durante a etapa.
- Martijn Tusveld (Team DSM) retirou-se durante a etapa.
- Simone Petilli (Intermarché-Circus-Wanty) retirou-se durante a etapa.
- Erik Fetter (Eolo–Kometa) retirou-se durante a etapa.